# زلزال ليه سانت 2004
زلزال ليه سانت 2004 هو زلزالٌ وقعَ في غوادلوب في فرنسا بتاريخ 21 نوفمبر 2004. وبلغت شدتهُ 6.3 على مقياس ريختر.